# Germasino
Germasino är en ort och frazione i kommunen Gravedona ed Uniti i provinsen Como i regionen Lombardiet i Italien. 
Germasino upphörde som kommun den 11 februari 2011 och bildade med de tidigare kommunerna Consiglio di Rumo och Gravedona den nya kommunen Gravedona ed Uniti. Den tidigare kommunen hade 242 invånare (2010).